# Женская национальная баскетбольная лига
Женская национальная баскетбольная лига (ЖНБЛ) (англ. Women's National Basketball League (WNBL)) — спортивная организация, регулирующая профессиональную женскую баскетбольную лигу в Австралии. ЖНБЛ была образована в 1981 году и является женским аналогом Национальной баскетбольной лиги (НБЛ). В первом сезоне участвовало девять клубов, в настоящее время в её состав входит восемь команд. У нескольких команд ЖНБЛ есть аналоги НБЛ. Команды «Аделаида Лайтнинг», «Мельбурн Бумерс», «Перт Линкс» и «Сидней Юни Флэймз» являются действующими клубами ЖНБЛ, которые разделяют рынок с клубами НБЛ «Аделаида Сёрти Сиксерс», «Мельбурн Юнайтед», «Перт Уайлдкэтс» и «Сидней Кингз». А ещё три клуба «Канберра Кэпиталз», «Саутсайд Флайерз» и «Таунсвилл Файр» являлись аналогами команд «Канберра Кэннонс», «Саут Драгонз» и «Таунсвилл Крокодайлс», которые прекратили своё существование в 2003, 2009 и 2016 годах соответственно. Действующим победителем лиги является команда «Бендиго Спирит», которая выиграла всего три титула.

## Формат лиги
Соревнование проводится в два этапа. Регулярный сезон в лиге продолжается с октября по февраль, затем четыре лучшие команды в мартовском «Финале четырёх» определяют победителя лиги. Первоначально все раунды финалов состояли из одной встречи, но с сезона 2015/2016 годов большой финал стал проводиться в серии до двух побед, а со следующего сезона все раунды финалов стали проводиться по этой схеме.

## Команды

### Действующие
| Команда           | Город     | Aрена                | Главный тренер  | Год первого участия |
| ----------------- | --------- | -------------------- | --------------- | ------------------- |
| Аделаида Лайтнинг | Аделаида  | «Аделаида-арена»     | Скотт Ниннис    | 1993                |
| Бендиго Спирит    | Бендиго   | «Бендиго-стэдиум»    | Кеннеди Кериама | 2007                |
| Канберра Кэпиталз | Канберра  | «AIS-арена»          | Пол Горисс      | 1986                |
| Джелонг Юнайтед   | Джелонг   | «Джелонг-арена»      | Крис Лукас      | 1984                |
| Перт Линкс        | Перт      | «Бендат-центр»       | Райан Петрик    | 1988                |
| Саутсайд Флайерз  | Мельбурн  | «Парквилл-стэдиум»   | Кристи Харроуэр | 1992                |
| Сидней Флэймз     | Сидней    | «Стэйт Спортс-центр» | Гай Моллой      | 1981                |
| Таунсвилл Файр    | Таунсвилл | «Таунсвилл-центр»    | Шеннон Сибом    | 2001                |

### Расформированные
| - Аделаида-Сити Кометс[a] — 1992 - АИС — с 1981 по 2011/2012 - Брисбен Блэйзерс — с 1982 по 1998 - Джелонг Суперкэтс — 1986 - КЯМС (CYMS) — с 1981 по 1982 - Коберг Кугэрз — с 1983 по 1990 | - Крайстчерч Сайренс — 2007/08 - Логан Тандер — с 2008/09 по 2013/2014 - Мельбурн Тайгерс — с 1989 по 2000/01 - Мельбурн Телстарз — 1981 - Нанавадинг Спектрес[b] — с 1982 по 1991 - Норланга Тайгерс — с 1981 по 1991 | - Норт-Аделаида Рокетс — с 1981 по 1991 - Сатерленд Шаркс — с 1981 по 1986 - Саут-Ист Квинсленд Старз — 2015/2016 - Сент-Килда Сейнтс — с 1981 по 1985 - Уэст-Аделаида Беаркэтс — с 1981 по 1992 - Хобарт Айлендерс[c] — с 1986 по 1996 |

## Финалы лиги
| Сезон   | Чемпион                       | Счёт         | Финалист                      |
| ------- | ----------------------------- | ------------ | ----------------------------- |
| 1981    | Сент-Килда Сейнтс             | 77 — 58      | Норт-Аделаида Рокетс          |
| 1982    | Сент-Килда Сейнтс             | 62 — 56      | Банкстаун Брюинз              |
| 1983    | Нанавадинг Спектрес           | 70 — 46      | Сент-Килда Сейнтс             |
| 1984    | Нанавадинг Спектрес           | 78 — 65      | Уэст-Аделаида Беаркэтс        |
| 1985    | Коберг Кугэрз                 | 73 — 71      | Норланга Тайгерс              |
| 1986    | Нанавадинг Спектрес           | 62 — 51      | Австралийский институт спорта |
| 1987    | Нанавадинг Спектрес           | 67 — 59      | Коберг Кугэрз                 |
| 1988    | Нанавадинг Спектрес           | 71 — 43      | Норт-Аделаида Рокетс          |
| 1989    | Нанавадинг Спектрес           | 80 — 69      | Хобарт Айлендерс              |
| 1990    | Норт-Аделаида Рокетс          | 72 — 57      | Хобарт Айлендерс              |
| 1991    | Хобарт Айлендерс              | 67 — 64      | Нанавадинг Спектрес           |
| 1992    | Перт Брейкерс                 | 58 — 54      | Данденонг Рейнджерс           |
| 1993    | Сидней Флэймз                 | 65 — 64      | Перт Брейкерс                 |
| 1994    | Аделаида Лайтнинг             | 84 — 77 (OT) | Мельбурн Тайгерс              |
| 1995    | Аделаида Лайтнинг             | 50 — 43      | Мельбурн Тайгерс              |
| 1996    | Аделаида Лайтнинг             | 80 — 65      | Сидней Флэймз                 |
| 1997    | Сидней Флэймз                 | 61 — 56      | Аделаида Лайтнинг             |
| 1998    | Аделаида Лайтнинг             | 67 — 56      | Сидней Флэймз                 |
| 1998/99 | Австралийский институт спорта | 88 — 79      | Перт Брейкерс                 |
| 1999/00 | Канберра Кэпиталз             | 67 — 50      | Аделаида Лайтнинг             |
| 2000/01 | Сидней Пантерс                | 69 — 65      | Канберра Кэпиталз             |
| 2001/02 | Канберра Кэпиталз             | 75 — 69      | Сидней Пантерс                |
| 2002/03 | Канберра Кэпиталз             | 69 — 67      | Сидней Пантерс                |
| 2003/04 | Данденонг Рейнджерс           | 63 — 53      | Сидней Юни Флэймз             |
| 2004/05 | Данденонг Рейнджерс           | 52 — 47      | Сидней Юни Флэймз             |
| 2005/06 | Канберра Кэпиталз             | 68 — 55      | Данденонг Рейнджерс           |
| 2006/07 | Канберра Кэпиталз             | 73 — 59      | Сидней Юни Флэймз             |
| 2007/08 | Аделаида Лайтнинг             | 92 — 82      | Сидней Юни Флэймз             |
| 2008/09 | Канберра Кэпиталз             | 61 — 58      | Буллин Бумерс                 |
| 2009/10 | Канберра Кэпиталз             | 75 — 70      | Буллин Бумерс                 |
| 2010/11 | Буллин Бумерс                 | 103 — 78     | Канберра Кэпиталз             |
| 2011/12 | Данденонг Рейнджерс           | 94 — 70      | Буллин Бумерс                 |
| 2012/13 | Бендиго Спирит                | 71 — 57      | Таунсвилл Файр                |
| 2013/14 | Бендиго Спирит                | 94 — 83      | Таунсвилл Файр                |
| 2014/15 | Таунсвилл Файр                | 75 — 65      | Бендиго Спирит                |
| 2015/16 | Таунсвилл Файр                | 2 — 0        | Перт Линкс                    |
| 2016/17 | Сидней Юни Флэймз             | 2 — 0        | Данденонг Рейнджерс           |
| 2017/18 | Таунсвилл Файр                | 2 — 1        | Мельбурн Бумерс               |
| 2018/19 | Канберра Кэпиталз             | 2 — 1        | Аделаида Лайтнинг             |
| 2019/20 | Канберра Кэпиталз             | 2 — 0        | Саутсайд Флайерз              |
| 2020    | Саутсайд Флайерз              | 99 — 82      | Таунсвилл Файр                |
| 2021/22 | Мельбурн Бумерс               | 2 — 1        | Перт Линкс                    |
| 2022/23 | Таунсвилл Файр                | 2 — 0        | Саутсайд Флайерз              |
| 2023/24 | Саутсайд Флайерз              | 2 — 1        | Перт Линкс                    |
| 2024/25 | Бендиго Спирит                | 2 — 0        | Таунсвилл Файр                |

## Чемпионы
| Титулы | Команда                                             | Сезоны                                                                          |
| ------ | --------------------------------------------------- | ------------------------------------------------------------------------------- |
| 9      | «Канберра Кэпиталз»                                 | 1999/00, 2001/02, 2002/03, 2005/06, 2006/07, 2008/09, 2009/10, 2018/19, 2019/20 |
| 6      | «Нанавадинг Спектрес» (Мельбурн Ист Спектрес)       | 1983, 1984, 1986, 1987, 1988, 1989                                              |
| 5      | «Аделаида Лайтнинг»                                 | 1994, 1995, 1996, 1998, 2007/08                                                 |
| 5      | «Саутсайд Флайерз» (Данденонг Рейнджерс)            | 2003/04, 2004/05, 2011/12, 2020, 2023/24                                        |
| 4      | «Сидней Флэймз» (Сидней Юни Флэймз / Пантерс)       | 1993, 1997, 2000/01, 2016/17                                                    |
| 4      | «Таунсвилл Файр»                                    | 2014/15, 2015/16, 2017/18, 2022/23                                              |
| 3      | «Бендиго Спирит»                                    | 2012/13, 2013/14, 2024/25                                                       |
| 2      | «Сент-Килда Сейнтс»                                 | 1981, 1982                                                                      |
| 2      | «Джелонг Юнайтед» (Мельбурн Бумерс / Буллин Бумерс) | 2010/11, 2021/22                                                                |
| 1      | «Коберг Кугэрз»                                     | 1985                                                                            |
| 1      | Норт-Аделаида Рокетс                                | 1990                                                                            |
| 1      | Хобарт Айлендерс                                    | 1991                                                                            |
| 1      | «Перт Линкс» (Уэст-Кост Уэйвз / Перт Брейкерс)      | 1992                                                                            |
| 1      | «Австралийский институт спорта»                     | 1998/99                                                                         |

## Комментарии
- a  Почти во всех источниках по теме команда называется просто «Аделаида-Сити», однако порывшись в архивах удалось найти название её франшизы «Аделаида-Сити Кометс»[1].
- b  Команда «Мельбурн Ист Спектрес», иногда встречающаяся в источниках, это второе название клуба «Нанавадинг Спектрес», а не другая команда, как иногда её представляют.
- c  Команда «Тасмания Айлендерс» или «Тасси Айлендерс», по прозвищу этого австралийского штата по аббревиатуре, это второе название клуба «Хобарт Айлендерс».